# Альмиранте (Панама)
Альмиранте (исп. Almirante ) или Пуэрто-Альмиранте — город и район (corregimiento) в северо-западной части Панамы, на территории провинции Бокас-дель-Торо. Является административным центром округа Альмиранте.

## История
Город был основан американской компанией United Fruit Company как порт для экспорта бананов.

## Географическое положение
Альмиранте расположен на востоке провинции, на берегу бухты Амбросия Карибского моря, на расстоянии приблизительно 16 километров к западу-юго-западу (WSW) от города Бокас-дель-Торо. Абсолютная высота — 0 метров над уровнем моря. Площадь района составляет 95,4 км².

## Население
По данным переписи 2010 года, численность населения Альмиранте составляла 12 731 человек. Средняя плотность населения составляла около 133,5 человека на один квадратный километр. Динамика численности населения района по годам:
| 1990   | 2000   | 2010   |
| ------ | ------ | ------ |
| 11 584 | 12 430 | 12 731 |